# 'Allo 'Allo!
'Allo 'Allo! je britanski sitcom koji se prikazivao na televizijskom kanalu BBC ONE od 1982. do 1992. godine i koji je imao 85 nastavaka. Autori serije su David Croft, koji je također skladao čuvenu glazbenu temu serije, i Jeremy Lloyd, koji je pisao skečeve za razne britanske komedije, među kojima je i serija Jeste li usluženi.
Svrha serije nije bila ismijavati Drugi svjetski rat nego karikiranje ratnih filmova i TV drama, i naročito dramu televizije BBC-a o Pokretu otpora „Tajna vojska“, koja je trajala od 1977. do 1979., i bavila se događajima članova Pokreta otpora utvrđenih u kafeu u Bruxellesu, no bilo je inspiracije i iz crno-bijelih britanskih melodrama iz 1940-ih godina.

## Radnja
Radnja se odvija za vrijeme Drugog svjetskog rata, oko čovjeka zvanog René François Artois, vlasnika malog kafea u gradiću Nouvionu. Gradić su okupirali Nijemci, koji su pokrali sva vrijedna umjetnička djela u njemu. Među njima su prvi ikada napravljeni sat s kukavicom i slika Posrnula Bogorodica (za one koji su ju vidjeli poznata kao Posrnula Bogorodica s velikim cicama) od Van Klompa. Zapovjednik grada odlučuje zadržati ih za sebe poslije rata i Renéu daje sliku da ju sakrije u svom kafiću. Gestapo također želi sliku i šalje Otta Flicka da ju nađe.
U isto vrijeme Renéov kafić služi kao skrovište dvojici hrabrih ali priglupih oborenih britanskih pilota. René je primoran raditi za Pokret otpora inače će biti ubijen zato što poslužuje Nijemce u svom kafiću. Planovi Pokreta otpora da vrate pilote u Englesku, koji uvijek propadnu, su jedan od glavnih skečeva u seriji.
René se također trudi da svoje ljubavne afere s Yvette, Mariom i Mimi, svojim konobaricama, krije od svoje žene, Edith; u prilog tome ženski odjeljak Komunističkog pokreta otpora kuje zavjeru protiv Renéa jer služi Nijemce i radi za de Gaulleov Pokret otpora. Jedini razlog zbog kojeg ga nisu ubili je taj što je njihova predvodnica Michelle zaljubljena u njega, što opet René mora kriti od svoje žene i konobarica. Da stvar bude još gora, njemački poručnik Gruber, koji je homoseksualac, flertuje s Renéom.
U međuvremenu, Renéovoj ženi Edith se udvara gospodin Alphonse, seoski pogrebnik, koji se, pored toga što je zaljubljen u Edith, divi Renéu, koji ima reputaciju junaka Pokreta otpora.
Ovi detalji su neki od glavnih pokretača zapleta kroz seriju, među kojima su klasične komedije situacije, fizička komedija i vizualni štosovi, lažni kazališni strani akcenti i dosta kulturoloških klišea tipičnih, recimo, za seriju Leteći cirkus Montyja Pythona. Svaka epizoda počinje odande gdje je prethodna stala, često zahtijevajući da se pogleda i prethodni nastavak da bi se zaplet potpuno shvatio. Na početku svake epizode (izuzev prve dvije), René bi podsjećao publiku na važne događaje iz prethodnih epizoda obično počinjući s Ako se sjećate....

## Značajke likova iz serije

### René
Glupačo! (You stupid woman!)
Svaki put kad bi ga njegova žena uhvatila s drugom ženom u naručju, on bi koristio ovu frazu. Odmah nakon toga uslijedi glupo objašnjenje u koje Edith uvijek povjeruje (osim u jednoj epizodi kada je tražila od Yvette da ona sama objasni), i završi njezinom isprikom.
Umukni, ti stara babo! (Shut up, you silly old bat!)
Uvreda obično pripremljena za Edithinu majku.
Allo 'Allo
Naslov serije koji je inspiriran načinom koji René izgovara pozdrav Londonu preko radio-komunikacijskog uređaja („allô” je uobičajeni francuski izraz za pozdrav preko komunikacijskih uređaja).

### Édith
Poznata po svome nepodnošljivom pjevanju zbog kojeg gosti stavljaju sir u uši da je ne bi čuli.

### Maria
Poznata po sposobnosti da u nekim situacijama jako pljuje kada govori.

### Michelle
Pozorno slušajte, ovo ću reći samo jednom (Listen very carefully, I shall say this only once)
Njena uobičajena fraza koju koristi kada iznosi važne informacije.

### Fanny
Zar nitko ne čuje vapaje jadne starice? (Will nobody hear the cries of a poor old woman?)
Da bi pozvala nekoga u svoju sobu, ona bi uz izgovaranje ove rečenice lupala svojim štapom o pod. No, s vremenom posljednja riječ se sve manje koristila.
Svjetleće kugle! (Ze flashing knobs!)
Kada bi London zvao Renéa (šifra „Noćni sokol”), radio-komunikacijski uređaj bi dao do znanja da London zove tako što bi uključio svjetiljke koje se nalaze u kuglama na krevetu.

### Leclerc
To sam ja, Leclerc (It is I, Leclerc)
Rečenica je praćena podizanjem naočala, najvjerojatnije da pokaže svoj identitet. U tom trenutku on je mislio da je dobro prerušen (ta se gesta odnosila na Clarka Kenta koji je skrivao vlastiti identitet Supermana), iako je bio odmah prepoznatljiv ma što nosio. Također bi, ako nije zauzet nečim drugim, iskočio iz Fannyinog kreveta kada bi ona rekla „Svjetleće kugle” samo da bi bio gurnut natrag u krevet. Taj skeč koristio se u mnogim drugim epizodama do kraja, a u skeču su sudjelovale i druge osobe, kao Crabtree, dvije izvorne konobarice, dva britanska pilota i sam René.

### Alphonse
Poznat po slabom srcu.
Alphonse, pogrebnik, brzo i sa stilom. (Alfonse, undertaker, swiftly and with style.)
Njegova marketinška fraza.

### Gruber
Ima stereotipno ponašanje homoseksualca, i „tenkić”, vožen od neviđenog Clarencea. Unatoč svome otvorenome logorskom ponašanju, otkriveno je u zadnjoj epizodi da se eventualno oženio Helgom.

### Hans Geering
tler!
Njegov skraćeni pozdrav Führeru. Geering je navodno prelijen da izgovori cijeli pozdrav. Glasine da Sam Kelly, koji je Židov, nije htio izgovoriti cijeli pozdrav zbog Hitlerovih zločina nad Židovima u II. svjetskom ratu su krive . Baš nasuprot, Kelly je u filmu Stalag Luft (1993.) htio glumiti baš Hitlera.

### Bertorelli
Satnik Alberto Bertorelli je talijanski vojnik poznat kao ženskaroš.
Heil-a Mussolini
Bertorellijev odgovor na „Heil Hitler”.
Falija san! (What a mistake-a to make-a!)
Njegova rečenica koju kaže kad god kaže ili napravi nešto krivo.

### Helga
Helga je poznata po skidanju odjeće bez ikakvog razloga tako otkrivajući svoje erotsko donje rublje. Ovo je možda parodija na britanski strip lik Jane, popularne u vrijeme Drugog svjetskog rata, koja je često gubila odjeću i bila nađena u donjem rublju.
Helgini pokušaji zavođenja Herr Flicka su neuspješni. Takvi pokušaji uglavnom uključuju strastvene poljupce uz Herr Flickovo dopuštenje, u kojima on kako sam kaže „neizmjerno uživa”, što se ni po čemu ne vidi.
Kad najavljuje nečiji dolazak ili izdaje zapovijedi za donošenje nekog predmeta, Helga izviče ime/zapovijed jako glasno, npr. „GENERAL VON KLINKERHOFFEN!”.

### Herr Flick
Flick je poznat po svome karakterističnom hodu, i tome što svačemu pridaje pridjev „gestapovski”, npr. „Moj moćni gestapovski dalekozor”, „Moj gestapovski automobil” itd.

### Poručnik Crabtree
Crabtree je britanski špijun koji se predstavlja kao francuski žandar. Francuski govori strašno loše, a poznat je po svome uobičajenom jutarnjem pozdravu: „Dobar jutar!”. Iako ima strašan izgovor francuskog, Nijemci nikad ne posumnjaju u njega.
Neki poznati citati su:„Ja sam pišao pored vrata kada ja sam čuo dva pračka.”, „Vi držite u rubci zadimljenog nasilnika.”, „Vi ste jasno kriva tuta!”
A bili su i neki za vrijeme leta: „Oni su imali direktan vucanj na povodnicima!”, „Povodnici?”, „Povodnici! Povodnici u povodničkoj postaji!”, „Voda nije prpana kroz zvijeri!”

### Yvette
Ooooooh, René.
U intimnim trenutcima ona ga zagrli i izrekne ovu rečenicu.

### Britanski piloti
Helloo!
Nakon što izvire glavama iz mjesta gdje se skrivaju viknu „Helloo!”, s jakim britanskim naglaskom.

## Jezici
S više različitih jezika (francuski, njemački, talijanski, engleski, a u jednoj epizodi i švedski) kojim govore likovi u seriji oni svi govore engleski, ali s naglascima koji asociraju na određeni jezik.
Razgovor između likova koji govore francuski, koji se vodi na engleskom s francuskim naglaskom, je potpuno nerazumljiv britanskim pilotima sve dok Michelle Dubois iz Pokreta otpora ne počne govoriti engleski tj. stereotipni engleski na način kakav je nekada pričala viša klasa, koristeći tipične engleske uzrečice kao npr. Teli hou ili Tudl lu. Engleski tajni agent Crabtree, prerušen u francuskog policajca, odvratno govori francuski. Njegovo skrnavljenje francuskog je prikazano izvrtanjem engleskih riječi, uključujući njegov čuveni pozdrav - uzrečicu dobar jutar; mnoga njegova izobličenja su aluzije kao npr. gledaš svoja pišla ili kad se bumba rasprdne. Zanimljivo je to da iako govore različitim jezicima, Francuzi, Nijemci i Talijani se u seriji savršeno razumiju.

## Turneje
Kao i sama TV serija također su bile jako popularne turneje po kazalištima u kojima je igrala većina glumačke ekipe. Predstave su igrale od 1986. do 1992., uključujući pored londonskih i svjetske turneje. U siječnju 1990., Gorden Kaye je doživio tešku prometnu nesreću zbog koje je imao amneziju na određeno vreme. Dok se oporavljao, razmišljao je o napuštanju serije ali se na nagovor rodbine, prijatelja i kolega predomislio. Tijekom oporavka, Gordena su mijenjali glumci John Larson i Max Gillies.

## Glumci
| Lik                                             | Glumac                                              |
| ----------------------------------------------- | --------------------------------------------------- |
| René François Artois                            | Gorden Kaye                                         |
| Edith Melba Artois                              | Carmen Silvera                                      |
| Madame Fanny La Fan (Edithina majka)            | Rose Hill                                           |
| Yvette Carte-Blanche                            | Vicki Michelle                                      |
| Maria Recamier (sezone 1-3)                     | Francesca Gonshaw                                   |
| Mimi Labonq (sezone 4-9)                        | Sue Hodge                                           |
| Michelle „iz Pokreta Otpora” Dubois             | Kirsten Cooke                                       |
| Monsieur Roger LeClerc (sezone 1-5)             | Jack Haig                                           |
| Monsieur Ernest LeClerc (sezone 6-9)            | Derek Royle (sezona 6) Robin Parkinson (sezone 7-9) |
| Monsieur Alphonse                               | Kenneth Connor                                      |
| general Erich Von Klinkerhoffen                 | Hilary Minster                                      |
| kapetan Kurt Von Strohm                         | Richard Marner                                      |
| narednik Hubert Gruber                          | Guy Siner                                           |
| satnik Hans Geering (sezone 1-4, 7)             | Sam Kelly                                           |
| kapetan Alberto Bertorelli (sezone 4-7)         | Gavin Richards (sezone 4-6) Roger Kitter (sezona 7) |
| bojnica Helga Geerhart                          | Kim Hartman                                         |
| Herr Otto Flick                                 | Richard Gibson (sezone 1-8) David Janson (sezona 9) |
| Herr Engelbert Von Smallhausen (sezone 2-9)     | John Louis Mansi                                    |
| časnik (lapetan) Crabtree (sezone 2-9)          | Arthur Bostrom                                      |
| RAF Pilot Lt. Fairfax (sezone 1-7, 9)           | John D. Collins                                     |
| RAF Pilot Lt. Carstairs (sezone 1-7, 9)         | Nicholas Frankau                                    |
| general Leopold von Flockenstuffen (sezone 5-7) | Ken Morley                                          |

## Vanjske poveznice
- BBC 'Allo 'Allo stranica
- 'Allo 'Allo  Arhivirana inačica izvorne stranice od 8. listopada 2011. (Wayback Machine) na Britanskim TV resursima  Arhivirana inačica izvorne stranice od 3. rujna 2011. (Wayback Machine)
- Britanski sitcom vodič  Arhivirana inačica izvorne stranice od 22. lipnja 2006. (Wayback Machine)
- IMDB index
- Cafe Rene (Fan stranica)